# Etúcuaro
Etúcuaro är en ort i Mexiko.   Den ligger i kommunen Tangancícuaro och delstaten Michoacán, i den centrala delen av landet, 300 km väster om huvudstaden Mexico City. Etúcuaro ligger 1 731 meter över havet och antalet invånare är 1 263.
Terrängen runt Etúcuaro är huvudsakligen kuperad, men västerut är den platt. Runt Etúcuaro är det ganska tätbefolkat, med 116 invånare per kvadratkilometer. Närmaste större samhälle är Zamora, 19,1 km nordväst om Etúcuaro. I omgivningarna runt Etúcuaro växer huvudsakligen savannskog.